# 二階堂貞藤
二階堂 貞藤（にかいどう さだふじ）は、鎌倉時代後期の御家人。鎌倉幕府政所執事。法名の道蘊（どううん）で呼ばれることも多い。

## 生涯
文永4年（1267年）、二階堂行藤の子として誕生。甲斐国山梨郡牧荘主で、嘉元3年（1305年）には鎌倉から夢窓疎石を招き浄居寺を再興した。
正中元年（1324年）、後醍醐天皇の倒幕計画が露見した正中の変において、『太平記』に拠れば鎌倉へ送られた後醍醐天皇誓書の判読を止めたという。
元徳元年（1329年）、京都では後醍醐天皇と量仁親王への譲位を求める持明院統の間で対立が発生し、双方が鎌倉へ働きかけており、3月には道蘊（貞藤）が使者として上洛。道蘊は持明院統側に有利な独自の調停案を提示しており、北条貞顕は道蘊に批判的だった。道蘊の独断に関しては、同年2月には政所執事の二階堂行貞が死去し、後任と目されていた道蘊の上洛中に行貞の子貞衡が補任されたことに対しての不満を示したものであるとする指摘もある。
元徳2年（1330年）に引付頭人、守護となっていた甲斐において再び夢窓を招き庄内に恵林寺を創建。元徳3年（1331年）、後醍醐天皇の譲位を促す使者として安達高景と共に上洛し、宮方の楠木正成が挙兵した千早城攻めに参加した。正慶元年（1332年）には政所執事を務め、得宗・北条高時を補佐する。
『太平記』によれば「朝敵の最一、武家の補佐」と見なされたが、賢才の誉れ高さを認められ、鎌倉幕府滅亡後も一旦は赦された。建武政権に参加し、雑訴決断所に八番衆｛北陸道）を管轄した。しかし、西園寺公宗による北条氏再興の陰謀に加担したとされ、建武元年12月28日（1335年1月23日）に六条河原において処刑された。享年68。その後、室町幕府が成立すると正安3年（1301年）に出家・引退していた兄の時藤が復帰して幕府に仕えている。
『東寺百合文書』に「二階堂行藤書状」が残っている。

## 年譜
日付は旧暦。
- 年月日不詳：従五位下検非違使左衛門尉に叙位補任。
- 年月日未詳：出羽守に転任。
- 延慶元年（1308年）閏8月：東使として派遣。
- 元応2年（1320年）2月：出家（法名：道蘊）
- 元徳2年（1330年）7月24日：五番引付頭人に補任。
- 元弘元年（1331年）1月23日：辞五番引付頭人。9月：東使として派遣。
- 元弘2年（1332年）1月24日：政所執事に補任。
- 元弘3年（1333年）5月22日：鎌倉滅亡により政所執事の任を終える。
- 建武元年（1334年）8月： 八番制雑訴決断所四番衆に補任。